# Le Thillay
Le Thillay ist eine französische Gemeinde mit 4575 Einwohnern (Stand: 1. Januar 2022) im Département Val-d’Oise in der Region Île-de-France; sie gehört zum Arrondissement Sarcelles und zum Kanton Villiers-le-Bel. Die Einwohner werden Thillaysien(ne)s genannt.

## Geographie

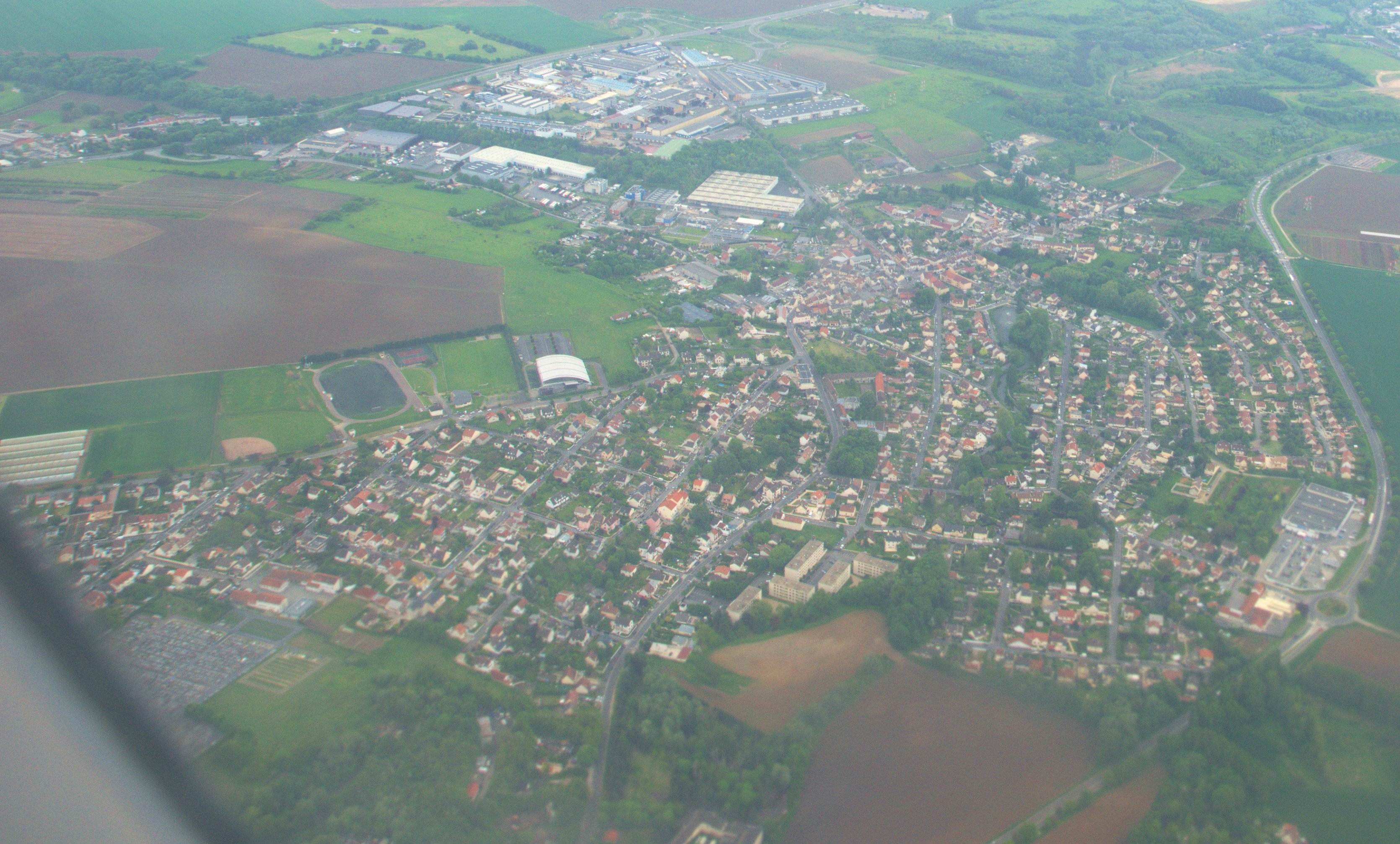
Blick auf Le Thillay vom Flugzeug aus

Die Gemeinde liegt etwa 20 Kilometer nordöstlich von Paris am kleinen Fluss Croult. Umgeben wird Le Thillay von den Nachbargemeinden Goussainville im Norden, Roissy-en-France im Nordosten, Vaudherland im Osten sowie Gonesse im Süden und Westen.
Durch die Gemeinde führt die frühere Route nationale 17 (heutige D317).

## Bevölkerungsentwicklung
| Jahr      | 1962 | 1968 | 1975 | 1982 | 1990 | 1999 | 2006 | 2011 |
| Einwohner | 2186 | 2836 | 2762 | 2804 | 3419 | 3665 | 3969 | 4124 |

## Sehenswürdigkeiten

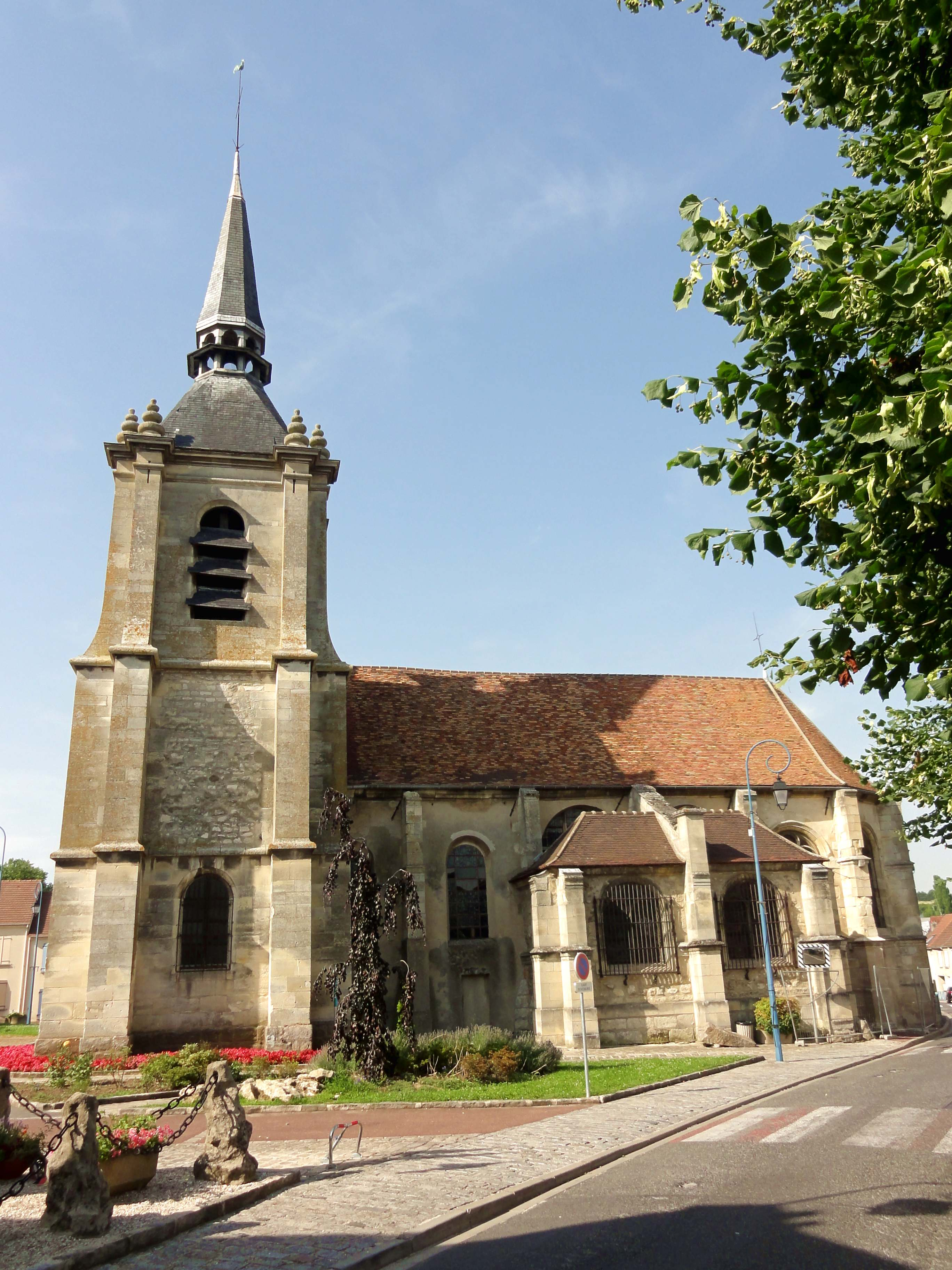
Kirche Saint-Denys (von Süden)

- Kirche Saint-Denys, erwähnt um 1273, heutiger Bau zwischen 1543 und 1583 entstanden, Monument historique seit 1965
- See von Thillay, künstliche Aufstauung des Croult
- Mühle von Drap am Croult, 1902 durch ein Feuer zerstört, im neoklassizistischen Stil wieder aufgebaut

## Persönlichkeiten
- Magalie Vaé (* 1987), Sängerin